# Anthophora coptognatha
Anthophora coptognatha är en biart som beskrevs av Timberlake 1951. Anthophora coptognatha ingår i släktet pälsbin, och familjen långtungebin. Inga underarter finns listade i Catalogue of Life.